# If I Could Only Win Your Love
«If I Could Only Win Your Love» — песня, сочинённая участниками кантри-дуэта The Louvin Brothers — братьями Чарли и Айрой Лувин. Впервые появилась на очередном лонгплее тандема, Country Love Ballads (1959), а широкую известность получила в 1975 году в прочтении Эммилу Харрис.
Номер вошёл в дебютный кантри-альбом певицы, Pieces of the Sky, а следом в формате сингла достиг строчки № 4 американского чарта Hot Country Songs и № 1 канадского Country Playlist, обеспечив Лувинам награду BMI Country Awards как авторам одной из самых ротируемых кантри-песен года. Помимо этого, релиз принёс Харрис первую номинацию на премию «Грэмми» — в категории «Лучшее женское вокальное кантри-исполнение».
Популярный сингл в итоге помог артистке, ранее известной в роли дуэт-партнёрши Грэма Парсонса, успешно запустить сольную карьеру в музыке кантри и вернул интерес публики к творчеству The Louvin Brothers. Кроме того, стилистика трека, с его мандолинным соло и вокальными хиллбилли-гармониями, заложила основы неотрадиционализма, пришедшего в 1980-е годы на смену кантри-попу как доминирующий тренд в мейнстриме кантри.

## Предыстория и контекст
Песню «If I Could Only Win Your Love» сочинили участники кантри-дуэта The Louvin Brothers — братья Чарли и Айра Лувин. Изначально произведение было записано ими же, в ходе рекорд-сессии от 5 августа 1958 года. В качестве сингла дорожка не выходила и увидела свет в очередном лонгплее тандема, Country Love Ballads (1959), получив в том же году копирайт в музыкальном издательстве Acuff-Rose Publications. «Я точно не знаю, о чём эта песня, но Айра, по крайне мере в его собственном представлении, был любимцем женщин и, я думаю, она посвящена кому-то, с кем у него не сложилось. Когда мы её записывали, это была совсем новая песня», — рассуждал Чарли Лувин о предполагаемом источнике вдохновения для композиции и времени её создания.
В 1972 году являвшаяся до того момента фолк-певицей Эммилу Харрис стала исполнять дуэты с кантри-рокером Грэмом Парсонсом, который попутно познакомил с её традиционной музыкой кантри и в том числе работами Чарли и Айры. «В звучании The Louvin Brothers присутствовало нечто жуткое и омытое кровью. В самом сочетании голосов родных братьев, что-то на уровне физиологии», — делилась артистка ощущениями от знакомства с музыкой тандема, припоминая, правда, что на слух сперва приняла Лувинов за брата и сестру. Став поклонницей дуэта, вокалистка успела записать с Парсонсом две композиции братьев: «Cash on the Barrelhead» и «The Angels Rejoiced Last Night». Однако в 1973 году певец умер от передозировки наркотиков и Харрис начала сольную кантри-карьеру, выпустив два года спустя дебютный альбом Pieces of the Sky. В него она среди прочего включила собственное прочтение «If I Could Only Win Your Love».
Между тем к середине 1970-х музыка кантри во многом отошла от своих традиций в пользу атрибутов мейнстримового поп-шоу-бизнеса, получив в результате драматический прирост аудитории (прежде в основном фермерской и рабочей) за счёт жителей пригородов. На определённом этапе маркетологи сосредоточенной в Нэшвилле кантри-индустрии даже подумывали отказаться от самого термина «кантри», дабы отсылкой к сельским корням жанра не отпугивать потребителей поп-музыки. «В то время говорили нечто вроде: „Не вздумайте добавить в песню мандолину. Люди могут решить, что это кантри“», — объясняла ситуацию Харрис. На этом фоне альбомы классического кантри-дуэта The Louvin Brothers почти исчезли из продажи. «Вот бы случилось нечто, что развернёт всё в другом направлении, противоположном тому, что происходит сегодня», — говорил тогда Рой Экафф, отражая настроения тех, кто считал, что жанр теряет свою идентичность.

## Запись и релиз
На момент, когда за интерпретацию «If I Could Only Win Your Love» взялась Харрис, исходная версия в исполнении The Louvin Brothers была малоизвестна. Прочтение артистки при этом стилистически следовало не оригиналу, а в русле первого альбома Грэма Парсонса — GP (1973). Певец и его кантри-рок-начинания в своё время не получили признания в Нэшвилле и потому Харрис не оглядывалась на столицу кантри и работала над номером в неком музыкальном вакууме. Не рассчитывая таким образом на симпатии массовой кантри-аудитории, она ориентировалась на собственные предпочтения и вкусы людей, чьё мнение было для неё важно, например, своего друга и ментора Джона Старлинга (сооснователя и солиста блюграсс-группы The Seldom Scene). Именно по совету последнего в аранжировку песни Харрис включила старомодное соло на мандолине. «Я сама, полагаю, даже не додумалась бы до этого», — признавала певица. На записи идею Старлинга в итоге реализовал музыкант Байрон Берлайн. Кроме того, поскольку ещё в период работы с Парсонсом Харрис прославилась исполнением дуэтов, «If I Could Only Win Your Love» позволила ей продемонстрировать свои навыки гармонического пения уже в рамках сольной карьеры, и на этот раз вокальным партнёром артистки выступил Херб Педерсен. Рекорд-сессии композиции прошли 31 октября 1974 года в мобильной студии Enactron Truck продюсера Брайана Ахерна.
В феврале 1975 года номер сперва появился на дебютном кантри-альбоме Харрис, Pieces of the Sky, а в июне был выпущен в качестве второго сингла в поддержку лонгплея. После того, как первый сингл — слезливая вальсирующая баллада «Too Far Gone» — серьёзной популярности не получил, недовольная результатом фирма звукозаписи Warner Bros. Records подключила к продвижению следующего релиза специалистов своего поп-подразделения, а также независимого промоутера Уэйда Пеппера, ранее обеспечившего успех песне «Snowbird» Энн Мюррей. Для раскрутки «If I Could Only Win Your Love» лейбл среди прочего использовал любимую им в то время промо-тактику — привлекал к общению с диск-жокеями известных игроков в американский футбол. В конечном счёте, невзирая на совершенно нетипичную для Нэшвилла тех лет стилистику композиции, сингл быстро подхватило мейнстримовое кантри-радио. Так номер стал для Харрис первым хитом Топ-5 в чарте Hot Country Songs. Кроме того, трек обеспечил ей кантри/поп-кроссовер, попав и в Hot 100. Подобный исход явился для артистки неожиданностью: «Мне казалось, что с этой записью я сваливаюсь абсолютно как снег на голову… И я удивилась, обнаружив, что для моей музыки есть слушатель, потому как считала её слишком „драгоценной“ или, может быть, узконаправленной для масс… Теперь я верю, что для честной музыки кантри всегда найдётся аудитория. Но даже если нет, я всё равно продолжу её петь», — объясняла певица.
В конце концов в интерпретации Харрис произведение The Louvin Brothers стало одной из наиболее популярных кантри-песен 1975 года. Новое прочтение принесло композиции широкую известность, а самим братьям, как её авторам, — награду BMI Country Awards. В том же году певица выступила на концерте к 50-летию радиопередачи Grand Ole Opry в Нэшвилле, в ходе которого спела «If I Could Only Win Your Love» дуэтом с Чарли Лувином. «Я попросила, чтоб Чарли исполнил её со мной. Для меня это было очевидным шагом, и он сделал всё в лучшем виде! Я была в полном восторге, когда пела с ним», — рассказывала артистка. Помимо этого, трек с песней Лувинов принёс солистке первую номинацию на премию «Грэмми» — в категории «Лучшее женское вокальное кантри-исполнение». Победу номер однако уступил синглу Линды Ронстадт «I Can’t Help It (If I’m Still in Love With You)», в работе над которым Харрис тоже участвовала, спев для него вокальные гармонии. В последующие годы певица записала ещё несколько произведений The Louvin Brothers — среди них «When I Stop Dreaming», «You’re Learning» и «Everytime You Leave» (с Доном Эверли) — а также совместный сингл с Чарли Лувином «Love Don’t Care». Выражая почтение кантри-традициям, исполнительница возрождала не только материал братьев, но и других артистов прошлого, делая сельские хонки-тонк и олд-тайм-кантри Бака Оуэнса и The Carter Family актуальными и понятными для молодёжной аудитории из городов и пригородов.

## Оценки и значение
Редакторы журнала Record World, оценивая харрисовскую версию «If I Coul Only Win Your Love», уверенно спрогнозировали: трек станет первым «прорывным» синглом артистки и будет популярен как среди молодой, так и возрастной аудитории. «Если ваши телефоны ещё не разрываются по поводу этой песни, вызывайте мастера!», — заключили обозреватели, обращаясь к продавцам и диск-жокеям. В свою очередь рецензенты издания Billboard, назвав номер «явным кантри», констатировали, что старая композиция The Louvin Brothers в исполнении певицы получила современное прочтение, а это должно сулить релизу кроссовер и высокие продажи как в кантри, так и поп-сегментах. Тем временем журналисты еженедельника Cash Box выделили приятный и красивый голос артистки, дополненный вокальными гармониями, а также добротную гитарную работу, игру на мандолине и сведение. Всё это, по мнению редакторов, без лишних проволочек должно обеспечить песне высокие позиции в хит-парадах (а с учётом основательного подхода Харрис к интерпретации материала, сингл, по их оценке, просто не может не ждать успех).
Как отметил музыковед Джеймс Пероун, хотя «If I Coul Only Win Your Love» оказалась куда успешнее в кантри-, нежели в поп-чартах, сам факт кроссовера подтвердил роль Харрис как логической продолжательницы дела Грэма Парсонса и его идеи смешения разных поджанров англо-американской популярной музыки в один. По словам кантри-историка Роберта Оерманна, в этой песне, записанной с хиллбилли-гармониями Херба Педерсена, на момент её выхода было куда больше кантри, чем в основной массе продуктов Нэшвилла той эпохи. Роль композиции в тогдашней кантри-индустрии исследователь описал как «брызги горной родниковой воды на напудренном пэн-кейком лице Города музыки». Именно зажжённый синглом интерес к творчеству Лувинов, по оценке Оерманна, привёл в конечном счёте к посвящению братьев в Зал славы кантри и появлению трибьюта Livin’, Lovin’, Losin’ (2003), получившего «Грэмми» как лучший кантри-альбом.
Согласно музыкальному критику Чету Флиппо, альбомом Pieces of the Sky в целом и прежде всего в треком «If I Coul Only Win Your Love» Харрис положила начало неотрадиционализму, а превратив данную композицию в кантри-хит — в одиночку возродила каталог песен The Louvin Brothers. Параллельно, как отмечает в своей книге The Bluegrass Reader (2004) журналист Томас Голдсмит, успех в мейнстриме кантри старомодного номера с тремоло на мандолине и характерными вокальными гармониями, послужил также внешним источником вдохновения для развития нового традиционализма в блюграссе. Самой же певице, прежде известной в качестве дуэт-партнёрши Парсонса, успех песни помог утвердиться в статусе самостоятельной артистки.
Авторы книги The Billboard Illustrated Encyclopedia of Country Music (2007), обозревая творчество Харрис, включили «If I Could Only Win Your Love» в свою подборку классических записей исполнительницы. Десятью годами позднее журнал Billboard поместил дорожку на строчку № 4 в собственной десятке лучших песен Харрис — как часть оставленного певицей «одного из богатейших наследий в истории музыки». Как объяснил в аннотации к списку музыкальный критик Чак Дофен, в 1975 году, когда в Топ-10 Hot Country Songs влетела фолк-певица с композицией The Louvin Brothers, кантри-пуристы, вероятно, не могли поверить в происходящее. И если при первом прослушивании номер артистки, возможно, впечатлил слушателя просто за счёт шока, то затем аудитория быстро рассмотрела удивительный талант солистки, которая, по оценке журналиста, уже в самом начале карьеры пребывала в ударе, и остаётся в этом состоянии по сей день.
Помимо критиков, харрисовскую версию «If I Could Only Win Your Love» одобрил и Чарли Лувин: «Если вы слышали запись The Louvin Brothers, а затем, что с ней сделала Эммилу, вы с трудом поверите, что это одна и та же песня. Меня совершенно потрясает осознание того, как некоторые молодые люди воспринимают старые композиции. И я думаю, это прекрасно», — говорил он. По словам певца, солистка была первой среди артистов нового поколения, кто взглянул в прошлое, нашёл старый номер Лувинов и превратил его в хит; при этом её голос идеально подходил для музыки, сродни той, что играли они с Айрой. В итоге Лувин называл сингл Харрис своим любимым кавером на песни братьев, наряду с «Weapon of Prayer» в исполнении Марка Нопфлера.

## Награды и номинации
Премия «Грэмми»
Награда Национальной академии искусства и науки звукозаписи.
| Год  | Категория                                    | Итог      | Прим.  |
| ---- | -------------------------------------------- | --------- | ------ |
| 1976 | «Лучшее женское вокальное кантри-исполнение» | Номинация | [ 37 ] |

BMI Country Awards
Награда компании BMI авторам самых ротируемых кантри-песен года (с 1 апреля 1975-го по 31 марта 1976-го).
| Год  | Категория               | Номинанты           | Итог   | Прим.  |
| ---- | ----------------------- | ------------------- | ------ | ------ |
| 1976 | Citation of Achievement | Чарли и Айра Лувины | Победа | [ 38 ] |

## Позиции в чартах
Еженедельные чарты
| Чарт (1975)                        | Высшая позиция | Прим.  |
| ---------------------------------- | -------------- | ------ |
| США, Billboard, Hot Country Songs  | 4              | [ 39 ] |
| США, Billboard, Hot 100            | 58             | [ 40 ] |
| США, Cash Box, Top 100 Country     | 2              | [ 41 ] |
| США, Cash Box, Top 100 Singles     | 67             | [ 42 ] |
| США, Record World, Country Singles | 1              | [ 43 ] |
| США, Record World, Singles         | 71             | [ 44 ] |
| Канада, RPM Country Playlist       | 1              | [ 45 ] |

Ежегодные чарты
| Чарт (1975)                            | Позиция | Прим.  |
| -------------------------------------- | ------- | ------ |
| США, Billboard, Hot Country Songs      | 33      | [ 46 ] |
| США, Cash Box, Top 100 Country Singles | 13      | [ 47 ] |

## Музыканты на записи
- Акустические гитары: Брайан Ахерн и Эммилу Харрис
- Фортепиано: Глен Хардин
- Бас: Рэй Фолман
- Ударные: Рон Татт
- Электрогитара: Джеймс Бёртон
- Банджо: Херб Педерсен
- Педал-стил: Бен Кит
- Мандолина: Байрон Берлайн
- Вокальные гармонии: Херб Педерсен и Эммилу Харрис

## Полезные ссылки
- Харрис исполняет «If I Could Only Win Your Love» с Чарли Лувином на концерте к 50-летию Grand Ole Opry (видео) на YouTube
- «If I Could Only Win Your Love» в исполнении The Louvin Brothers (аудио) на YouTube